# Gautamiella indica
Gautamiella indica är en stekelart som beskrevs av Khan, Agnihotri och Sushil 2005. Gautamiella indica ingår i släktet Gautamiella och familjen finglanssteklar. Inga underarter finns listade i Catalogue of Life.